# Доброшане
Доброша́не (мак. Доброшане) — село у Північній Македонії, входить до складу общини Куманово Північно-Східного регіону.
Населення — 1655 осіб (перепис 2002) в 446 господарствах.